# Avraham Sinai
Avraham Sinai, nato Ibrahim Yassin (in arabo افراهام سيناء‎?, in ebraico אברהם סיני‎?; Libano, 15 dicembre 1962), è un agente segreto libanese naturalizzato israeliano, un ex-membro di Hezbollah che faceva la spia al soldo di Israele e si è convertito all'ebraismo.

## Biografia
Nato in una famiglia musulmana sciita, oggi vive a Safad con la moglie e i figli. Ha scritto un libro, Un martire dal Libano. Vita all'ombra del pericolo, in cui descrive una parte delle sue esperienze.